# Роман Зобњин
Роман Сергејевич Зобњин (рус. Роман Сергеевич Зобнин; Иркутск, 11. фебруар 1994) професионални је руски фудбалер који игра на позицији централног везног. Члан је фудбалског клуба Спартак из Москве са којим се такмичи у Премијер лиги Русије и стандардни репрезентативац Русије. У досадашњој фудбалској каријери играо је и за московски Динамо.
Са Спартаком је освојио титулу националног првака у сезони 2016/17.

## Клупска каријера
Зобњин је почео да се бави фудбалом још као дечак у родном Иркутску где је тренирао у локалном фудбалском клубу Звезда. Са свега десет година одлази у Тољати где уписује фудбалску академију Јурија Конопљова, коју је касније са успехом и завршио. Као професионалац дебитовао је за екипу Академије 30. априла 2011. у утакмици против екипе Уфе у другој дивизији. 
У зиму 2013. потписује двоипогодишњи уговор са московским Динамом, са платом од 250 хиљада рубљи месечно. У Премијер лиги дебитује 19. јула 2013. у утакмици против Анжија, док је прву утакмицу у европским такмичењима одиграо 12. марта 2015. против Наполија у Лиги Европе. Први погодак у дресу Динама, а уједно и први гол у професионалној каријери, постигао је на првенственој утакмици против Урала играној 18. маја 2015. године. 
У екипи Динама провео је 3 сезоне одигравши у том периоду укупно 52 утакмице, уз учинак од 2 постигнута поготка. Средином јуна 2016. прелази у ривалски Спартак са којим потписује четворогодишњи уговор вредан 3 милиона евра. За екипу Спартака дебитовао је већ 28. јула у квалификацијама за Лигу Европе против кипарског АЕК-а, док је три дана касније одиграо и прву првенствену утакмицу против Арсенала из Туле. 

## Репрезентативна каријера
За сениорску репрезентацију Русије дебитовао је у пријатељској утакмици против Казахстана играној 31. марта 2015, а пре тога је играо за све млађе репрезентативне селекције Русије. 
Селектор Станислав Черчесов уврстио га је на коначни списак репрезентативаца за Светско првенство 2018. чији домаћин је управо Русија.